# Славичек, Антонин
Антонин Славичек (чеш. Antonín Slavíček, 16 мая 1870, Прага — 1 февраля 1910, там же) — чешский художник.

## Биография
В 1887 году Славичек поступает в пражскую Академию художеств и учится в школе пейзажной живописи у профессора Юлиуса Маржака вместе со своими друзьями сокурсниками Богуславом Дворжаком и Франтишеком Каваном. После смерти профессора Славичек занимает пост руководителя школы. Художник пытался также получить звание профессора, однако это ему не удалось — вскоре отделение пейзажа было закрыто. 10 августа 1909 года у Славичека случился инсульт, за которым последовала длительная восстановительная фаза. Так как правая рука художника была парализована, он пытался рисовать левой рукой, однако был настолько разочарован результатами, что вскоре застрелился.

## Семья
- Жена Славичека, Богумила Брынихова, которую он изобразил на многих своих полотнах, в 1911 году вышла замуж за художника Герберта Масарика.
- Сын Антонина, Ян Славичек, также был художником.

## Творческое наследие
А.Славичек принадлежит к числу ведущих чешских художников начала XX столетия. Его ранние полотна написаны в реалистическом стиле; художник был мастером светотени. В его более поздних работах чувствуется знакомство А.Славичека с творчеством представителей французского импрессионизма — не оказавшего, впрочем, на мастерство чешского художника значительного влияния. В его последних картинах уже проявляется выработанный А.Славичеком его собственный, оригинальный стиль. Особенно удавались художнику пейзажи любимого им края Высочина.

## Галерея

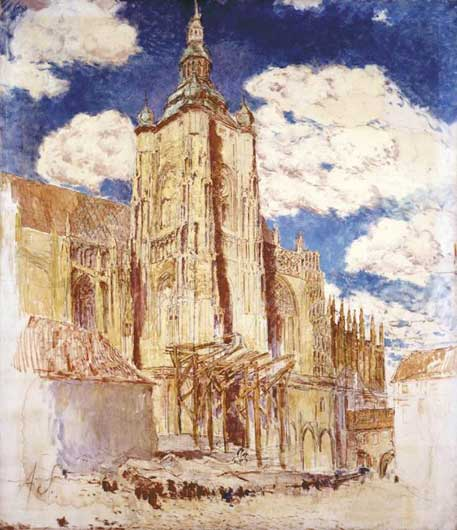
Собор св. Вита (1909)
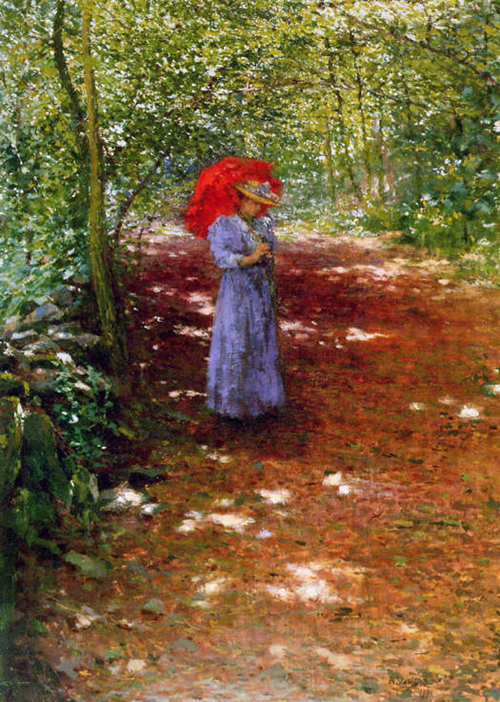
Прогулка в Вельтруском парке (1896)
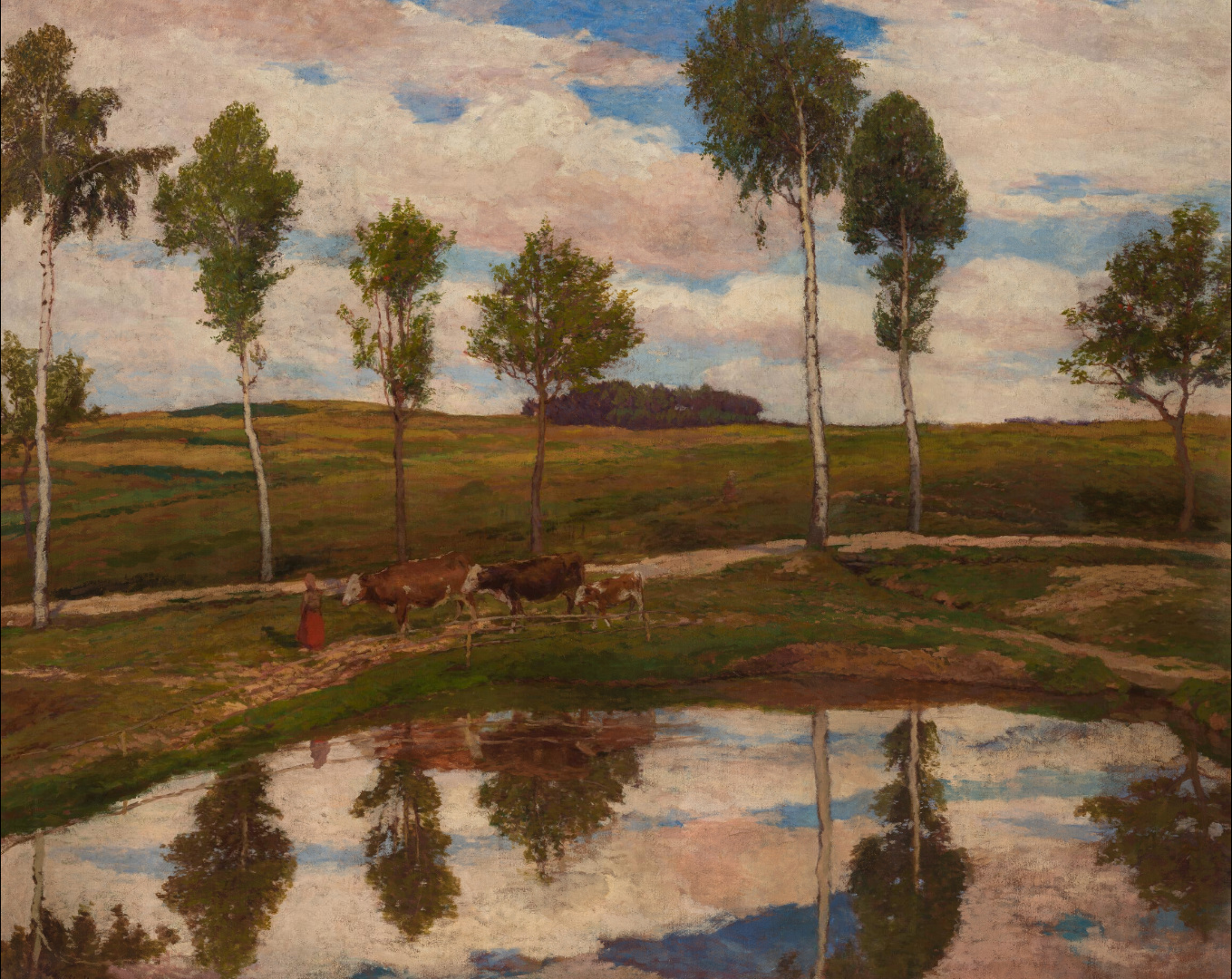
У нас в Каменичках (1904)
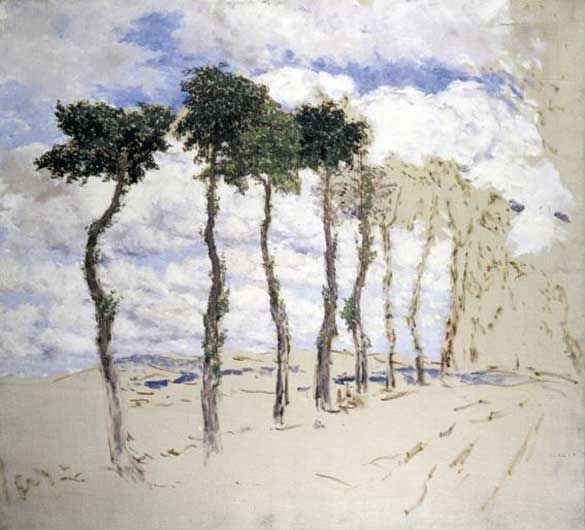
Замберецкая дорога (1909)
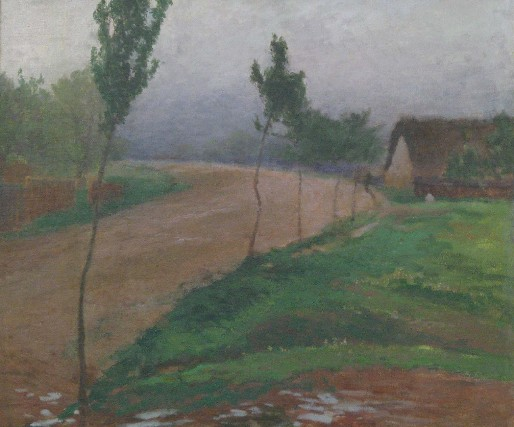
Дорога в детство
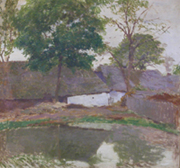
Хижины в Каменичках (1904)
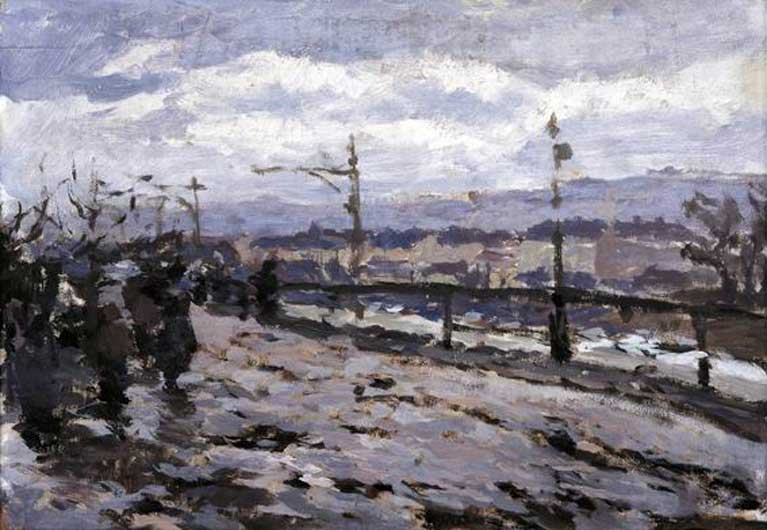
Под снегом (1905-06)
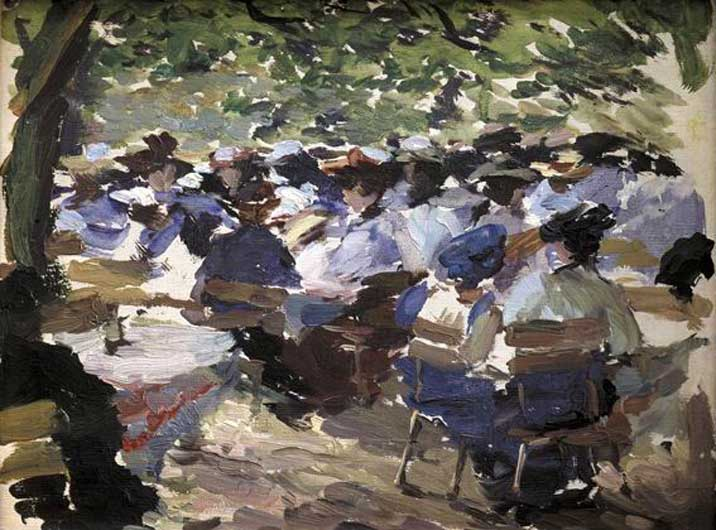
В Стромовце (1907)
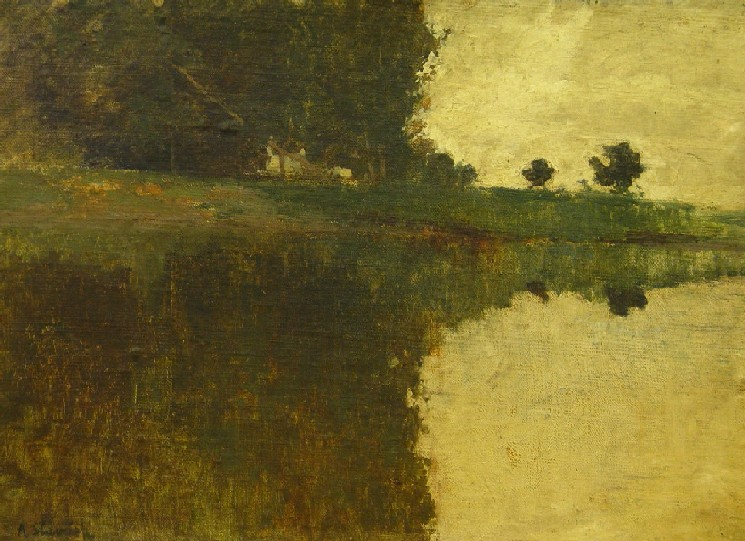
Рыбак
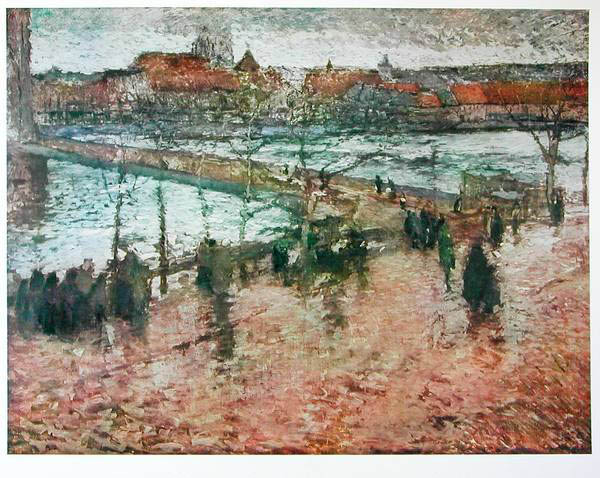
Элишкин мост
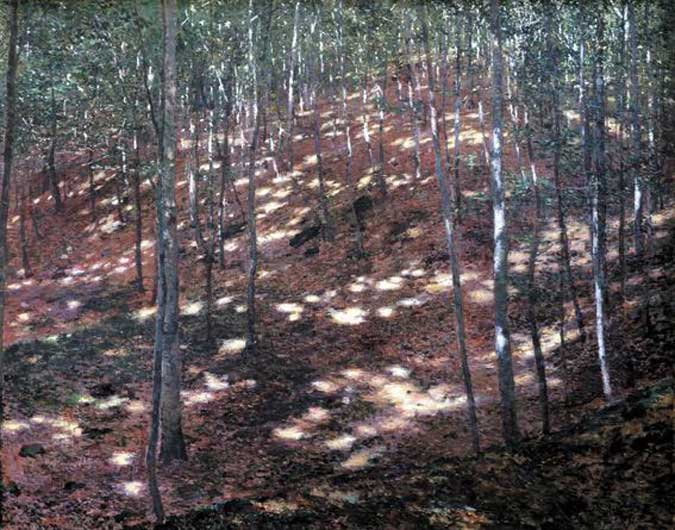
Солнце в лесу (1898)
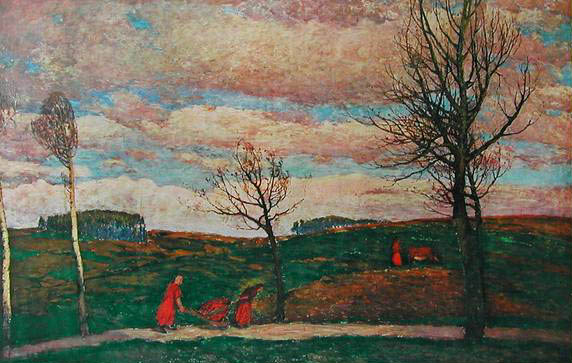
На подгорские мотивы (1903)
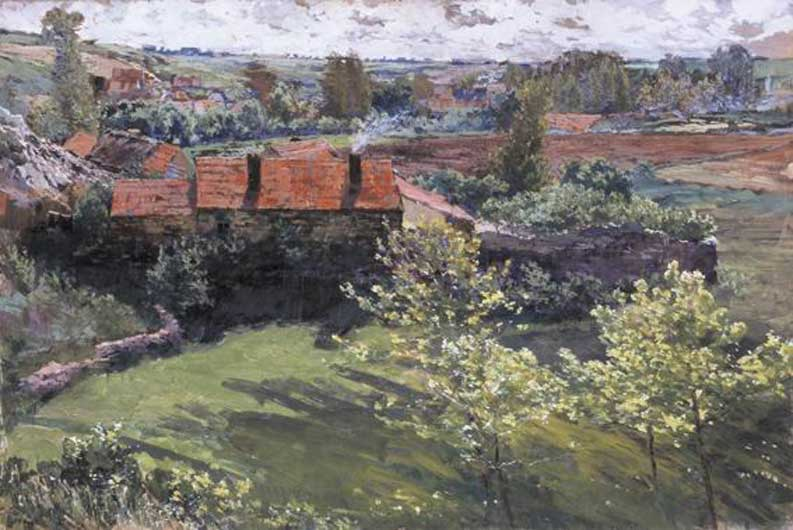
Июльский день (1898)